# Gmina Ry
Gmina Ry (duń. Ry Kommune) – istniejąca w latach 1970–2006 gmina w Danii w okręgu Århus Amt. Siedzibą władz gminy było Ry. Gmina Ry została utworzona 1 kwietnia 1970 na mocy reformy podziału administracyjnego Danii. W roku 2007, po kolejnej reformie administracyjnej, weszła w skład gminy Skanderborg.

## Dane liczbowe
- Liczba ludności: (♀ 5598 + ♂ 5646) = 11 244
  - wiek 0–6: 9,9%
  - wiek 7–16: 15,9%
  - wiek 17–66: 63,3%
  - wiek 67+: 10,9%
- zagęszczenie ludności: 74,0 os./km²
- bezrobocie: 4,4% osób w wieku 17–66 lat
- cudzoziemcy z UE, Skandynawii i USA: 133 na 10 000 osób
- cudzoziemcy z krajów Trzeciego Świata: 141 na 10 000 osób
- liczba szkół podstawowych: 5 (liczba klas: 78)